# FIHランキング
FIHランキング（FIH World Rankings）は、国際ホッケー連盟が定めたフィールドホッケーナショナルチームの世界ランキング。

## 概要
2003年10月開始。
過去4年間のオリンピックやワールドカップなど国際大会の成績に応じてをポイント化。例えばオリンピックやワールドカップで優勝の場合は750点、準優勝で650点、となるが、大陸大会の場合は得点が低くなる設定になっている。ただし過去の大会の結果によりポイントが減るため、3年前の大会は25%、2年前50%、1年前75%と減らしたものとなる。